# Феррер, Тесса
Тесса Феррер (англ. Tessa Ferrer, род. 30 марта 1986) — американская актриса, известная по роли доктора Мерфи в сериале «Анатомия страсти». Она также снималась в мини-сериале «Уловка-22».

## Жизнь и карьера
Тесса Феррер является младшей дочерью певицы Дебби Бун и внучкой Розмари Клуни, Хосе Феррера и Пэта Буна. Она также является племянницей актёров Джорджа Клуни, Рафаэля и Мигеля Ферреров.
Феррер снялась в нескольких короткометражных и независимых фильмах, а летом 2012 года, не имея никаких значимых ролей на телевидении, получила роль второго плана — интерна Лии Мерфи в сериале Шонды Раймс «Анатомия страсти». Персонаж Феррер был одним из пяти новых интернов в девятом сезоне сериала, а роли других сыграли Тина Мажорино, Камилла Ладдингтон, Гай Чарльз и Джеррика Хинтон. После появления почти в каждом из эпизодов сезона, Феррер, вместе с тремя другими актёрами, была повышена до основного актёрского состава, начиная с десятого сезона. В марте 2014 года стало известно, что она и Гай Чарльз покинут сериал после десятого сезона . Актриса вернулась к исполнению роли доктора Мерфи в 13 сезоне сериала. 

## Фильмография
| Год     | Название на русском           | Название на английском          | Роль              | Примечания                                                                                 |
| ------- | ----------------------------- | ------------------------------- | ----------------- | ------------------------------------------------------------------------------------------ |
| 2008    | Обрезание                     | Excision                        | Полин             | Короткометражный фильм                                                                     |
| 2009    | Ничейная ночь                 | Nobody’s Night                  | Нора              | Короткометражный фильм                                                                     |
| 2009    | Блуждающие по кругу           | Ramblin' Round                  | дерущаяся девушка | Озвучивание; короткометражный фильм                                                        |
| 2012    | Современные безумцы           | Modern Mad Men                  | Джессика          | Короткометражный фильм                                                                     |
| 2012    | После триумфа твоего рождения | After the Triumph of Your Birth | Эва               |                                                                                            |
| 2013    | Пойти за сестёр               | Go for Sisters                  | Катрина           |                                                                                            |
| 2012-17 | Анатомия страсти              | Grey’s Anatomy                  | Доктор Лиа Мерфи  | Роль второго плана (сезон 9, 16 эпизодов; сезон 13, 6 эпизодов) Основной состав (сезон 10) |
| 2013    | Похищенные                    | Abducted                        | Джессика Марино   |                                                                                            |
| 2014    | За пределами                  | Extant                          | Кэти Спаркс       | Роль второго плана (сезон 1, 6 эпизодов)                                                   |
| 2015    | Ты — воплощение порока        | You're The Worst                | Нина Кене         | Роль второго плана (сезон 2, 5 эпизодов)                                                   |
| 2017    | Астрал 4: Последний ключ      | Insidious: The Last Key         | Одри Рейнер       |                                                                                            |
| 2018    | Мистер Мерседес               | Mr. Mercedes                    | Кора Бабино       | Основной состав (сезон 2)                                                                  |
| 2019    | Уловка-22 (мини-сериал)       | Catch-22                        | Медсестра Дакетт  | Роль второго плана                                                                         |